# Oligonychus castrensis
Oligonychus castrensis är en spindeldjursart som beskrevs av Meyer 1987. Oligonychus castrensis ingår i släktet Oligonychus och familjen Tetranychidae. Inga underarter finns listade i Catalogue of Life.